# Kirche unserer Lieben Frau (Mossul)

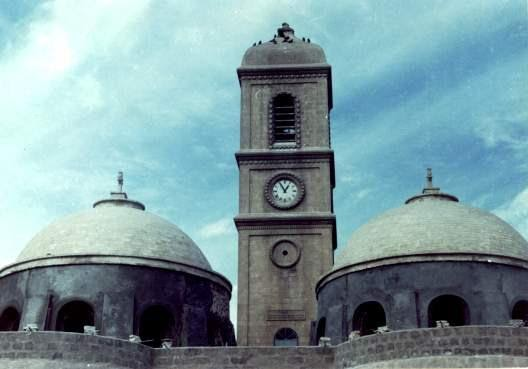
Kirche Unserer Frau der Stunde

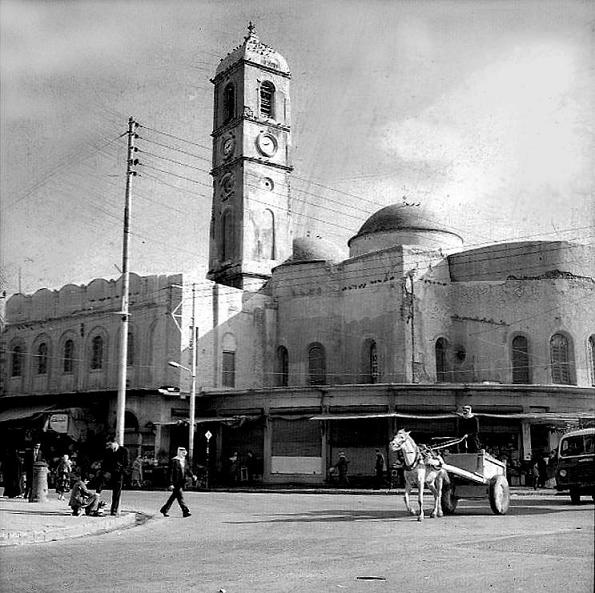
Kirche Unserer Frau der Stunde (1940)

Die Kirche Unserer Lieben Frau von der Stunde (arabisch كنيسة السيدة الساعة; französisch Église Notre-Dame de l'Heure), auch als Lateinische Kirche (كنيسة اللاتين الموصل) bekannt, war eine historische römisch-katholische Kirche aus dem 19. Jahrhundert im Zentrum der nordirakischen Großstadt Mossul, die im Irakkrieg beschädigt und im April 2016 vom Islamischen Staat (IS) zerstört wurde. Die Kirche wurde in den 1870er Jahren vom Dominikanerorden errichtet und war für ihren Glockenturm bekannt, der von der französischen Ex-Kaiserin Eugenie von Montijo gestiftet worden war.

## Geschichte
Nach dem Massaker von Damaskus 1860 im damaligen Osmanischen Reich, bei dem zwischen 4000 und 6000 Christen durch wütende anwohnende Muslime getötet wurden, sandte der französische Kaiser Napoleon III. eine Expeditionseinheit in die Region Levante, um den bedrohten östlichen Christen zu helfen. Ein Jahrzehnt später gründeten französische Dominikaner in Mossul einen Konvent und erbauten die der Jungfrau Maria geweihte Kirche. In den 1880er Jahren stiftete die Ex-Kaiserin Eugenie den Uhrturm, der erste auf irakischem (damals osmanischem) Boden. Im Hof der Kirche wurde eine Replik der Lourdesgrotte mit einer Statue der Madonna der Wunder errichtet, wo sich auch die Gläubigen trafen.
2006 wurde die Kirche Unserer Lieben Frau von der Stunde durch Kämpfe im Zuge des Dritten Golfkrieges ab 2003 teilweise in Mitleidenschaft gezogen. Im Sommer 2014 eroberte der terroristische Islamische Staat die Ninive-Ebene, die als das Zentrum der Christen im Irak gilt. Die meisten der 45 Kirchen in der Umgebung von Mossul wurden zerstört oder in Moscheen und Gefängnisse umgewandelt. Am 24. April 2016, dem 101. Jahrestag des Völkermords an den Armeniern, wurde die Kirche Unserer Lieben Frau von der Stunde vollständig zerstört. Antiquitäten, Kulturgüter und Kunstwerke wurden geplündert und gebrandschatzt, bevor der historische Glockenturm mit Sprengstoff in die Luft gejagt wurde. Als Grund wurde die historische Beziehung der Kirche zu Frankreich angegeben.